# Mols Herred
Mols Herred var et herred i det tidligere Randers Amt (1970-2007 Århus Amt); I herredet ligger købstaden Ebeltoft. Mols Herred hed i Kong Valdemars Jordebog Mulnæs og  hørte i middelalderen til Aabosyssel, senere til Kalø Len og fra 1660 til Kalø Amt.
Mols Herred er den sydlige del af Djursland, og grænser mod nord til  af Djurs Sønder Herred  og Øster Lisbjerg Herred — hvor grænsen til dels dannes af Stubbe Sø og dens afløb til Kattegat, Havmølle Å. 
Mod øst ligger Kattegat og herredet består i hovedsagen af to halvøer: en østlig (Hassens, Hasnæs, eller Ebeltoft Halvøen) mellem Kattegat og Ebeltoft Vig, og  en vestlig (det egentlige Mols) mellem Ebeltoft- og Kalø Vig; i den sidste deler Begtrup Vig  og Knebel Vig den sydlige del i det vestlige Skødshoved og Helgenæs mod syd. Området er overvejende højtliggende og stærkt bakket, især på den vestlige Mols-halvø, hvor Agri Bavnehøj i Mols Bjerge hæver sig til  137 moh.; Ellemandsbjerg på Helgenæs er 98,5 M.; 
I herredet har der været omkring 400 jordfaste forhistoriske monumenter, deriblandt  3 jættestuer, 6 langdysser, 15 runddysser, men mange er sløjfet eller ødelagt.
Hele Mols Herred blev efter Kommunalreformen i 1970 en del af Ebeltoft Kommune, og er efter 2007  i Syddjurs Kommune.

## Sogne i Mols Herred
- Agri Sogn
- Dråby Sogn
- Ebeltoft Sogn
- Egens Sogn
- Helgenæs Sogn
- Knebel Sogn
- Rolsø Sogn
- Tved Sogn
- Vistoft Sogn

## Eksterne kilder og henvisninger
- Mols Herred i J.P. Trap: Kongeriget Danmark, udarbejdet af H. Weitemeyer (3. udgave, 4. bind 1901)
- Fil med information om sogne og kommuner

56°14′19.57″N 10°31′49.42″Ø / 56.2387694°N 10.5303944°Ø